# Mala Miss Amerike
Mala Miss Amerike (eng. Little Miss Sunshine) je američka komedija/drama iz 2006. koju su režirali supružnici Jonathan Dayton i Valerie Faris po scenariju kojeg je napisao debitant Michael Arndt inspiriran kaotičnom putovanju svoje obitelji iz svojeg djetinjstva. Radnja se odvija oko nezgoda obitelji koja odlazi na dugo putovanje žutim kombijem do Kalifornije kako bi njihova kćerka Olive (Abigail Breslin) mogla sudjelovati u natjecanju za „Malu Miss Amerike“. Iako nezavisno producirana, „Mala Miss Amerike“ je postigla veliki komercijalni i kritičarski uspjeh. Film se nalazi i na listi 250 najboljih filmova kinematografije na siteu IMDb.com.

## Filmska ekipa
Režija: Jonathan Dayton, Valerie Faris
Glume: Toni Collette (Sheryl Hoover), Greg Kinnear (Richard Hoover), Steve Carell (Ujak Frank), Abigail Breslin (Olive Hoover), Paul Dano (Dwayne Hoover), Alan Arkin (Djed) i drugi.

## Radnja
Novi Meksiko. Ujak Frank je pokušao napraviti samoubojstvo pa ga njegova sestra Sheryl Hoover pozove na nekoliko dana u svoju kuću kako bi se oporavio. Tamo on upozna njenu obitelj; djed je ovisnik o heroinu, otac Richard drži seminare o tome kako se može postati siguran pobjednik iako ni sam ne može prodati svoj program da se izda u knjizi, sin Dwayne ne govori već 9 mjeseci jer se zakleo da će se upisati u zrakoplovstvo a kćerka 10-godišnja kćerka Olive sanja o tome da nastupi u natjecanju za Malu Miss Amerike. Kada bivaju obaviješteni da se Olive kvalificirala da nastupi u natjecanju, cijela obitelj se dogovori da se uputi u žutom kombiju na dugo putvanje do Kalifornije gdje se to održava za dva dana.
Na njihovom putovanju upadnu u hrpu nezgoda. Kombi im se neprestano kvari, Frank sretne svog bivšeg ljubavnika u dućanu koji je zajedno s njegovim supranikom, Richard sazna da se nitko ne zanima za njegov motivacijski program. Kada djed umre u motelu od infarkta, obitelj odluči povesti njegov leš u kombiju i nastaviti putovanje. Ni situaciju u kojoj Dwayne pobijesni i progovori kada otkrije da je Daltonist te da stoga ne može pristupiti zrakoplovstvu ne može spriječiti obitelj do dolaska do destinacije. Kada konačno stignu do natjecanja te se uspiju upisati iako kasne 4 minute, Olive nastupi na pozornici sa striptiz plesom uz pjesmu „Super Freak“ Ricka Jamesa koji je naučila od djeda. Iako publika reagira negativno, obitelj joj se pridruži na pozornici te se ujedini. Organizatori natjecanja je pak diskvalificiraju pa se obitelj vrati kući.

## Nagrade
- 2 nominacije za Zlatni globus (najbolji film – komedija ili mjuzikl, glavna glumica u komediji ili mjuziklu Toni Collette)
- 2 osvojena Oscara (najbolji scenarij, sporedni glumac Alan Arkin) i 2 nominacije (najbolji film, sporedna glumica Abigail Breslin)
- 2 osvojene nagrade BAFTA (najbolji scenarij, sporedni glumac Alan Arkin) i 3 nominacije (najbolji film, režija, sporedna glumica Abigail Breslin, sporedna glumicaToni Collette)
- 4 osvojene nagrade Indipendent Spirit Award (najbolji film, režija, scenarij, sporedni glumac Alan Arkin) i jedna nominacija (najbolji sporedni glumac Paul Dano)

## Zanimljivosti
- Bilo je potrebno pet godina da film konačno dobije dovoljno financijske potpore kako bi se mogao snimiti.
- Bill Murray i Robin Williams su bili neki od kandidata da igraju ulogu ujaka Franka. No ulogu je na kraju ipak dobio Steve Carell.
- Abigail Breslin, tada 10 godina stara, je ovim filmom postala četvrta najmlađa glumica koja je ikada nominirana za Oscara.
- Dwayne nosi majicu sa slikom Big Brothera iz filma „1984.“ iz 1956.
- Djevojčice koje su sudjelovale u natjecanju za „Malu Miss Amerike“ su sve bile veteranke pravih natjecanja, te su jednostavno samo ponovile svoje rutine u filmu.
- Michael Arndt, scenarist filma, je dao otkaz kao asistent glumca Matthewa Brodericka kako bi mogao snimiti ovaj film.
- Ovo je ujedno i redateljski filmski prvijenac redatelja Dayton i Faris. Prije ovog filma su samo režirali spotove i reklame.

## Kritike
Većina kritičara je pisala pohvale o filmu „Mala Miss Amerike“, dok je samo manjina bila nezadovoljna. Među onima koji su hvalili film je bio i Kim Voynar; „Ne moram ni dodati da je „Mala Miss Amerike“ više nego samo film ceste, dublja nego prosječna komična farsa. Film ima puno humora, ali smiješni dijelovi su pametni i vrlo često obogaćeni upravo pravom mjerom patosa kako bi likovi djelovali potpuno kao prava ljudska bića. Život je takav, često smiješan i tužan istodobno, a scenarist debitant Michael Arndt pogađa svaku notu... Redatelji Faris i Dayton uzimaju film ceste i jednostavno stavljaju u kontrast Olivein živahan duh i prirodnu ljepotu s umjetnim mini "Barbika" djevojčicama protiv kojih se natječe. Jednom kada Hooversi stignu do natjecanja, shvate da ne znaju ništa o svijetu u kojem je njihova kćerka ušla, pa obitelj mora podržavati Olive. Richard, koji je cijelo vrijeme propovijedao svoje „pobijedi-pobijedi-pobijedi“ poruke k Olive, odjednom počne gledati pobjeđivanje u potpuno drugom svjetlu...Ovo je jedan od onih rijetkih fimova gdje se svi elementi spoje kako bi stvorili harmoničnu cjelinu koja djeluje istinito na svakom koraku“. Stephanie Zacharek je također hvalila film; „Mala Miss Amerike“ nije jedan od onih filmova kojeg biste željeli napadati; ovo je u srži slatka priča, i čak kada se previše trudi da ugura vlastite neobičnosti, šarm glumaca je bez truda uzdižu“ kao i Robert Denerstein; „Poput većine superiornih komedija, i ova se odvija oko prekrasnih nastupa likova“.
Poznati James Berardinelli je u svojoj recenziji filmu dao 3 od 4 zvijezde; „Treba puno vještine da se stvori vedar film s puno smijeha i optimističnog kraja od priče koja uključuje ovisnika o drogi, pokušaja samoubojstva, smrti, Nietzschea i Prousta. Usprkos probijanju kroz minsko polje različitih ugođaja, redateljima Jondathanu Daytonu i Valerie Faris te scenaristu Michaelu Arndtu su stigli do kraja bez ogrebotine. „Mala Miss Amerike“ je mali dragulj...Supružnici Dayton i Faris su ostvarili svoj filmski prvijenac nakon bezbroj glazbenih videa i TV reklama. Na sreću, par uzima tradicionalan pristup u donošenju vizije scenarista Arndta na ekran. Ne dosađuju nam one vrste trikove kamere i brzih montaža koje često prate redatelje glazbenih spotova u kino dvorane. Umjesto toga, Dayton i Faris daju svojim likovima šansu da ožive, što je sve što se može tražiti u ovakvoj situaciji. Uz to, vješti su u spajanju drame i komedije“. Ipak, bilo je i suzdržanih recenzija. Tako je Owen Gleiberman zapisao; „Žao mi je, ljudi, ali ovo nisu organski likovi; ovo su hodajući katalozi od scenarističkih šablona indeks kartona“.

## Vanjske poveznice
- Službena stranica  Arhivirana inačica izvorne stranice od 25. veljače 2007. (Wayback Machine)
- Mala Miss Amerike u internetskoj bazi filmova IMDb-a
- Rottentomatoes.com
- Intervju – Alan Arkin i Abigail Breslin  Arhivirana inačica izvorne stranice od 27. listopada 2011. (Wayback Machine)
- Film freak central.com  Arhivirana inačica izvorne stranice od 2. ožujka 2007. (Wayback Machine)
- Intervju s redateljima filma Arhivirana inačica izvorne stranice od 27. rujna 2011. (Wayback Machine)
- Filmski.net  Arhivirana inačica izvorne stranice od 16. ožujka 2007. (Wayback Machine)